# Meigenia ardua
Meigenia ardua là một loài ruồi trong họ Tachinidae.